# Güzelkent, Türkeli
Güzelkent là một thị trấn thuộc huyện Türkeli, tỉnh Sinop, Thổ Nhĩ Kỳ. Dân số thời điểm năm 2011 là 1.494 người.